# Robert Dupuy
Robert Dupuy (1795-1872) est un artiste et lithographe français. Il fut actif de 1821 à 1870 en Lorraine.

## Biographie
Fils d'un chaudronnier, Robert Dupuy naît le 15 juin 1795 à Metz en Lorraine. A la fin de ses études, il apprend le dessin avec le sculpteur Charles Augustin Pioche (1762-1839). En 1815, Dupuy prend la succession de Nicolas Madot à l'École municipale de dessin. 
Breveté « Imprimeur » en 1821, il fonde la première imprimerie lithographique de Metz, avec Robert Tavernier (1784-1832), professeur adjoint à l'École d'application de l'artillerie et du génie. Installés rue des Prêcheresses, ils resteront associés jusqu'en 1828. Leur production lithographique est variée, allant des paysages aux cartes géographiques, en passant par les cartes à jouer et les partitions musicales. Membre de l'académie de Metz, et directeur de l'École municipale de dessin, Dupuy quitte ses fonctions après 1852. 
Robert Dupuy décéda le 2 janvier 1872 à Périgueux.